# Manne Siegbahn
Karl Manne Georg Siegbahn (Örebro, Suecia, 3 de diciembre de 1886 - Estocolmo, 26 de septiembre de 1978) fue un físico sueco, que recibió en 1924 el Premio Nobel de Física.

## Biografía
Karl Manne Siegbahn fue nombrado doctor en 1911 en la universidad de Lund. El título de su tesis fue Magnetische Feldmessungen (Medidas del campo magnético). Fue premiado con la medalla Hughes en 1934 y con la medalla Rumford en 1940.
Se casó con Karin Högbom en 1914 y tuvieron dos hijos: Bo Siegbahn (diplomático y político, nacido en 1915) y Kai Manne Börje Siegbahn (físico, nacido en 1918). Este último también recibió el Premio Nobel de física en 1981.

## Investigaciones científicas
Sus investigaciones científicas se centran en el ámbito de la espectroscopia mediante rayos X, razón por la que fue galardonado con el Premio Nobel de Física en 1924.

## Reconocimientos
En su honor se bautizó al asteroide (10446) Siegbahn descubierto el 16 de octubre de 1977 por Cornelis Johannes van Houten, Ingrid van Houten-Groeneveld y Tom Gehrels.